# 穆拉省
穆拉省（土耳其语：Muğla il）是位于土耳其最西南部爱琴海沿岸的一个省，面积12,716平方公里，首府穆拉。